# Täthet (textil)
Täthet i textila sammanhang mäts inte i den enskilda trådens densitet eller det färdiga tygets totala vikt per kvadratmeter, utan i antalet inslag per centimeter samt antal varptrådar per centimeter. 
Det är något anmärkningsvärt att man i modern tid inte längre kan uppbringa de extremt tunna trådar som tillverkades redan på 1700-talet, när hantverket var helt manuellt. De damastdukar som finns på Löfstad slott i Östergötland är vävda med sån stor täthet att motsvarande vävar inte går att producera idag eftersom man inte kan få tag i så tunn tråd.
|  |  |  |